# Bowser's Fury
Bowser's Fury, pubblicato in Giappone come Fury World (フューリーワールド?, Fyūrī Wārudo), è un videogioco a piattaforme del 2021 incluso nell'uscita per Nintendo Switch di Super Mario 3D World, intitolata Super Mario 3D World + Bowser's Fury. Il giocatore controlla Mario attraverso lo Sgattaiolago per completare le sfide e raccogliere oggetti per dissipare una melma nera che sta infettando la Terra e liberare Bowser dal suo controllo. Il gameplay di Bowser's Fury è basato su quello di Super Mario 3D World.

## Trama
Durante una passeggiata, Mario scopre una misteriosa M di melma nera (somigliante al logo di Mario Ombra di Super Mario Sunshine) nel Regno dei Funghi. Dopo esserne stato assorbito, Mario si ritrova in un arcipelago di isole a tema felino chiamate Sgattaiolago, invase dalla melma. Al suo arrivo, Mario incontra Bowser Furioso, una versione oscura di Bowser che è cresciuta fino a raggiungere dimensioni colossali. Mario raccoglie un Solegatto, costringendo Bowser a ritirarsi. Mario incontra poi Bowser Jr. che lo implora ad aiutarlo per riportare suo padre alla normalità, e Mario, riluttante, accetta.
I due viaggiano attraverso il Sgattaiolago per ottenere Solegatti, aiutati da Plessie, il dinosauro acquatico già apparso in Super Mario 3D World. Dopo aver ottenuto un certo numero di Solegatti, Mario ottiene l'accesso alla Gigacampana, una variante superpotente della Super Campanella. La Gigacampana trasforma Mario in Giga Mario Gatto, una versione colossale della sua normale forma felina, permettendogli di combattere Bowser Furioso.
Dopo aver usato più volte le Giga Campane per combattere Bowser Furioso, Bowser viene prosciugato dalla melma che lo ha trasformato. Nonostante ciò, rimane colossale e fuori controllo, e ruba le tre Giga Campane. Mario riesce a riprendere le Giga Campane, usandole tutte e tre per trasformare Plessie in un gigante e schiacciare Bowser. Bowser ritorna alle sue dimensioni normali e Bowser Jr. interrompe la sua alleanza con Mario mentre i due si ritirano. Mario e i gatti del Sgattaiolago festeggiano sul Plessie ancora gigante.
Una serie di dipinti di Bowser Jr. mostrati durante i titoli di coda spiegano che è stato lui a rendere accidentalmente furioso Bowser, avendolo dipinto in volto con il suo pennello magico mentre dormiva per scherzo.

## Modalità di gioco
Il gameplay di Bowser's Fury si distacca molto dalla struttura lineare di 3D World in favore di un mondo tridimensionale più esplorabile e aperto e presenta vari elementi di altri videogiochi 3D di Mario come Super Mario 64, Super Mario Sunshine e Super Mario Odyssey. Nel gioco Il giocatore assume il controllo di Mario con l'obiettivo di raccogliere Solegatti nell'isola Sgattaiolago completando le varie sfide mentre attraversa le aree dell'isola. A differenza però degli altri titoli 3D di Mario lo Sgattaiolago è un mondo senza soluzione di continuità che può essere percorso a piedi o cavalcando il dinosauro marino Plessie sull'acqua. Durante il gioco spesso Bowser Furioso si risveglierà momentaneamente e getterà l'oscurità sul mondo di gioco costringendo il giocatore a mettersi al riparo fino al suo ritiro, oppure ad affrontarlo direttamente con l'uso della Gigacampana che fa trasformare Mario in una figura felina di grosse dimensioni.

## Sviluppo
Bowser's Fury è stato sviluppato dal dipartimento Entertainment Planning & Development di Nintendo, con il supporto di Nintendo Software Technology e 1-Up Studio.

## Promozione e distribuzione
Bowser's Fury è stato annunciato per la prima volta alla fine di un trailer che mostrava una riedizione di Super Mario 3D World su Nintendo Switch durante il Nintendo Direct in occasione del 35° anniversario di Super Mario il 3 settembre 2020. Il 12 gennaio 2021, un nuovo trailer ha mostrato il tema, la storia e il gameplay di Bowser's Fury. Il gioco è stato ufficialmente pubblicato per Nintendo Switch il 12 febbraio 2021.

## Accoglienza
Il gioco ha ricevuto recensioni principalmente positive dalla critica, con molti che hanno evidenziato i vari parallelismi sia dal titolo gemello che dai precedenti giochi di Mario in 3D e il suo approccio al design non lineare; le critiche sono state rivolte alla sua mancanza di qualità tecnica, al design di alcune sfide e alla comparsa degli eventi di Bowser Furioso nel gameplay. A marzo 2024, Bowser's Fury ha venduto 13,47 milioni di copie in tutto il mondo assieme alla versione Switch di 3D World, rendendolo uno dei giochi più venduti sulla console.